# Красный Кут (Октябрьский район)
Красный Кут — хутор в Октябрьском районе Ростовской области. Административный центр Краснокутского сельского поселения. 

## География

### Улицы
| - ул. Заречная, - ул. Калинина, - ул. Молодёжная, - ул. Социалистическая, - ул. Чистова, | - пер. Колхозный, - пер. Комсомольский, - пер. Пионерский, - пер. Школьный. |

## История
В 1923 году перед взором 43 семьям из Саратовской губернии было выделено 915 десятин на освоение здешней территории. 12 семей и стали основателями хутора Красный Кут.
В этот же год неподалёку прибыли переселенцы из Луганской области, они образовали хутор Ивановка, который расположился южнее Красного Кута. Напротив Красного Кута, через реку, был образован хутор Будёновка.
Красный Кут стал административным центром новых поселений. В 1926 году в нём была открыта начальная школа.
В 1927 году был образован Краснокутский сельский совет. В 1934 году на базе начальной школы в хуторе Красный Кут открыли семилетнюю школу.
Экономическое положение сельского совета в первые годы коллективизации было трудным.
В 1937 году здесь открылись медпункт и клуб, стали показываться кинофильмы.
В 1938 году Краснокутский сельский Совет перешли в административное подчинение к недавно образованному Октябрьскому району.
Летом 1942 года, во время Великой Отечественной войны, хутор Красный Кут был оккупирован немецкими войсками. Был освобождён частями Красной Армии 12 февраля 1943 года. Более 150 мужчин в первые дни войны ушли на фронт, и 120 из них не вернулись с поля брани. Их имена высечены на обелиске братской могилы в самом центре Красного Кута.
С 2003 года в хуторе началась массовая газификация домовладений. Почти все дороги в поселении имеют асфальтовое покрытие. Налажено транспортное сообщение между городом Шахты, регулярно ездят маршрутные автобусы.

## Население
| 2010 |
| ---- |
| 1378 |

### Известные люди
- На хуторе родился Бондаренко, Виктор Анатольевич (род. 1936) — советский учёный, доктор технических наук, профессор.
- Председателем колхоза «Россия» на хуторе некоторое время работал будущий народный депутат СССР А. А. Животов.